# Departamento de Ciência e Tecnologia Aeroespacial
O Departamento de Ciência e Tecnologia Aeroespacial (DCTA; originalmente Centro Técnico de Aeronáutica, CTA) é uma organização militar e instituição científica e tecnológica do Comando da Aeronáutica à qual compete planejar, gerenciar, realizar e controlar as atividades relacionadas com a ciência, tecnologia e inovação, no âmbito da Força Aérea Brasileira.

## História
Seu projeto remonta aos tempos de Santos Dumont, que em um de seus livros já havia percebido que a região de São José dos Campos, no Vale do Paraíba, seria ideal para um centro que pudesse agregar conhecimentos científicos e técnicos para uma escola aeronáutica que abrigasse seus próprios alunos.
No final de 1939, o então Ministério do Exército criou um curso de especialização em engenharia aeronáutica na Escola Técnica do Exército, no Rio de Janeiro. Era o primeiro curso de nível superior do Brasil voltado para a aeronáutica. Três anos mais tarde, em 1942, formava-se a primeira turma de engenheiros aeronáuticos brasileiros. Com a criação formal do Ministério da Aeronáutica (MAER) em 1941, parte do contingente de militares do Exército foi transferida para a recém-criada força aérea. Entre esses oficiais encontrava-se o então tenente-coronel Casimiro Montenegro Filho: um dos primeiros engenheiros formados pela Escola Técnica do Exército, Montenegro visitou, em 1943, um centro de pesquisas aeronáuticas nos EUA. De volta ao Brasil, passou a buscar incansavelmente a criação de um centro análogo em território brasileiro. Assim, em 1945, Montenegro esteve novamente nos EUA, quando então procurou o professor Richard Smith, do famoso MIT, que concordou em auxiliá-lo na implantação de um centro de pesquisas aeronáuticas no Brasil. A área escolhida foi São José dos Campos, entre outras razões porque situava-se estrategicamente ao lado (e praticamente no ponto médio) da Via Dutra, que na época já ligava os dois maiores pólos industriais do país: as cidades do Rio de Janeiro e de São Paulo.
Assim, em 29 de janeiro de 1946, durante a presidência interina de José Linhares, foi criada a Comissão de Organização do Centro Técnico de Aeronáutica (COCTA), com sede temporária no Campo de Marte (zona norte de São Paulo). A COCTA era subordinada ao então Comando-Geral de Pesquisas e Desenvolvimento, que tinha sede em Brasília (Na verdade este comando só foi criado em 31 de março de 1967, pelo Decreto, de nº 60.521 Art. 65) e pouco tempo depois passou a ser denominado Departamento de Pesquisas e Desenvolvimento (DEPED). Oito meses depois, a COCTA recebia, por intermédio do então Ministério da Aeronáutica (MAER), a verba necessária para viabilizar o início da execução do plano geral de estabelecimento do Centro Técnico de Aeronáutica (CTA). Após pouco mais de 4 anos de atuação, em 1950 a COCTA concluiu a implantação, na cidade paulista de São José dos Campos, das duas primeiras unidades do Centro Técnico de Aeronáutica: o Instituto Tecnológico da Aeronáutica (ITA) e o Instituto de Pesquisa e Desenvolvimento (IPD). Embora ainda sob a gestão da COCTA e sem todas as unidades implantadas, em pouco tempo o Centro Técnico de Aeronáutica se tornou o principal centro de pesquisas aeronáuticas do Brasil.
Durante seus 4 primeiros anos de funcionamento, o Centro Técnico de Aeronáutica (1950 a 1954) foi mantido sob gestão da COCTA, situação que perdurou até 10 de setembro de 1954, quando a COCTA foi extinguida. Após a extinção da COCTA, em 10 de novembro do mesmo ano o Centro Técnico de Aeronáutica entrou oficialmente em operação (embora já operasse desde 1950). 17 anos depois (1971), o Centro Técnico de Aeronáutica passou a ser denominado Centro Técnico Aeroespacial (CTA).
O IPD absorveu grande parte dos engenheiros aeronáuticos formados pelo ITA, especialmente os militares. No IPD foram projetados três dos quatro primeiros aparelhos fabricados pela Embraer: o Bandeirante, o avião agrícola Ipanema e o planador Urupema. A própria criação da Embraer foi uma iniciativa de um grupo de engenheiros militares que atuava no IPD. Dessa forma, pode-se estabelecer as origens da Embraer na própria implantação do CTA, de onde saíram os principais projetistas e dirigentes da indústria aeronáutica brasileira da década de 1970.
Em 2006, a estrutura do DEPED foi transferida de Brasília para São José dos Campos e se fundiu à do Centro Técnico Aeroespacial (CTA). Dessa fusão, surgiu o Comando-Geral de Tecnologia Aeroespacial (CTA), dotado de características de Grande-Comando Militar.
Em 2009, por força do Decreto presidencial nº 6.834/09, o Comando-Geral de Tecnologia Aeroespacial (CTA) passou a ser denominado Departamento de Ciência e Tecnologia Aeroespacial (DCTA).
Desde sua criação, o DCTA tem coordenado e acompanhado a implantação de vários projetos bem sucedidos que contribuíram para o crescimento da Aeronáutica e do Brasil, com destaque para a implantação da indústria aeronáutica brasileira e o desenvolvimento das pesquisas espaciais.

## O DCTA no processo de urbanização

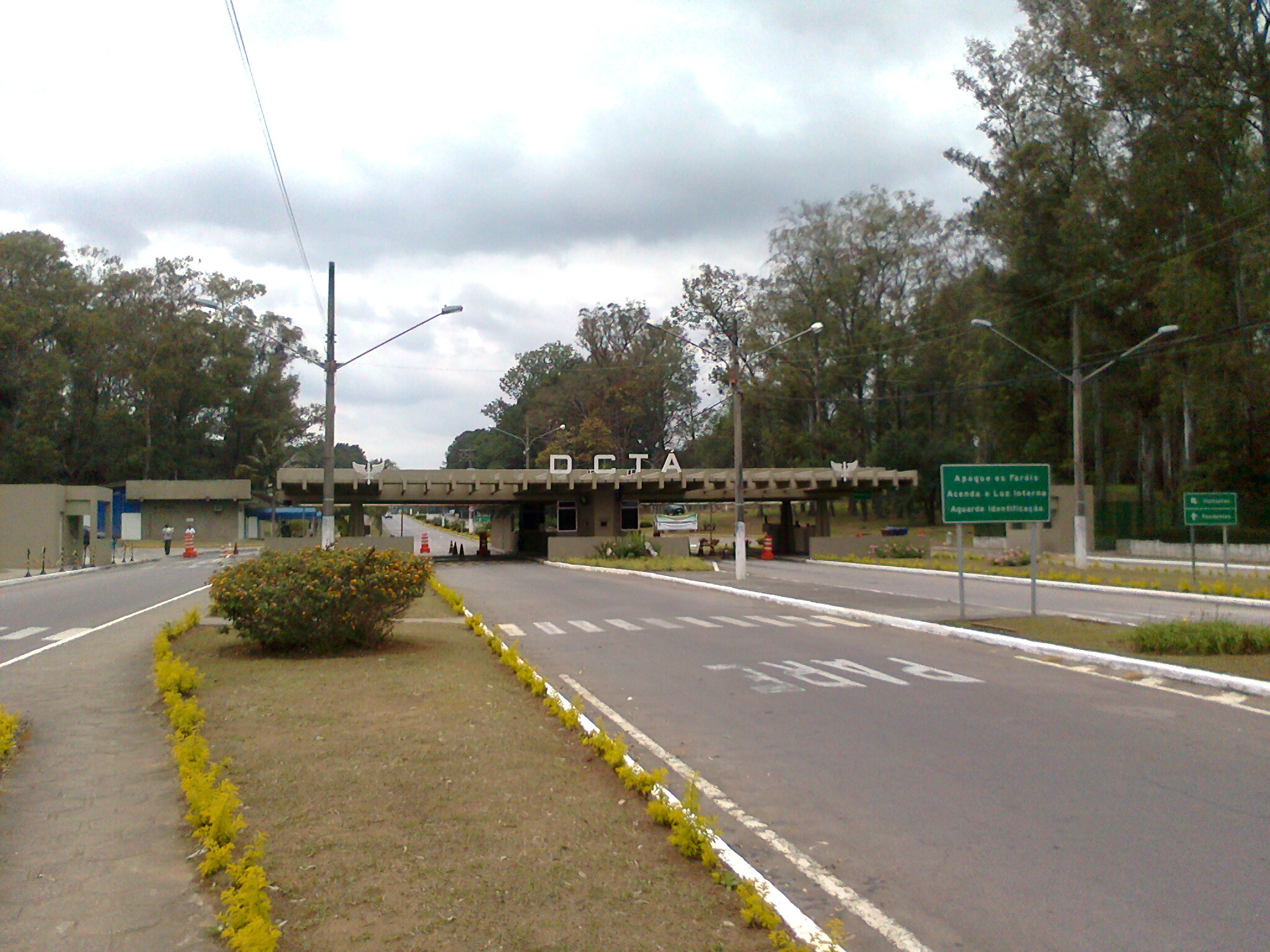
Entrada do DCTA em São José dos Campos.

A partir da década de 1950, o fenômeno de urbanização do Vale do Paraíba ficou mais evidenciado em São José dos Campos.
Graças à pesquisa dentro do então Centro Técnico Aeroespacial, surgiu um produto de interesse do mercado, o que causou, em 1969, a fundação da Embraer para fabricar em série o avião Embraer EMB-110 Bandeirante. Por conta disso e de outras pesquisas, várias outras indústrias se estabeleceram no município de São José dos Campos como fornecedoras de componentes para a grande indústria aeronáutica. Esta então se fortaleceu, devido principalmente à grande presença e disponibilidade de recursos humanos qualificados, como os engenheiros formados pelo ITA. Neste contexto, o DCTA, o ITA e a indústria aeronáutica, de maneira geral, contribuíram para a industrialização de São José dos Campos na medida em que induziram o surgimento de novos bairros e o adensamento populacional nos bairros mais antigos. Isto por conta de uma migração de profissionais oriundos de diversas partes do país para trabalhar diretamente na indústria aeronáutica ou em setores sob sua influência, além de outras indústrias do município.

## Vocação na produção de tecnologia

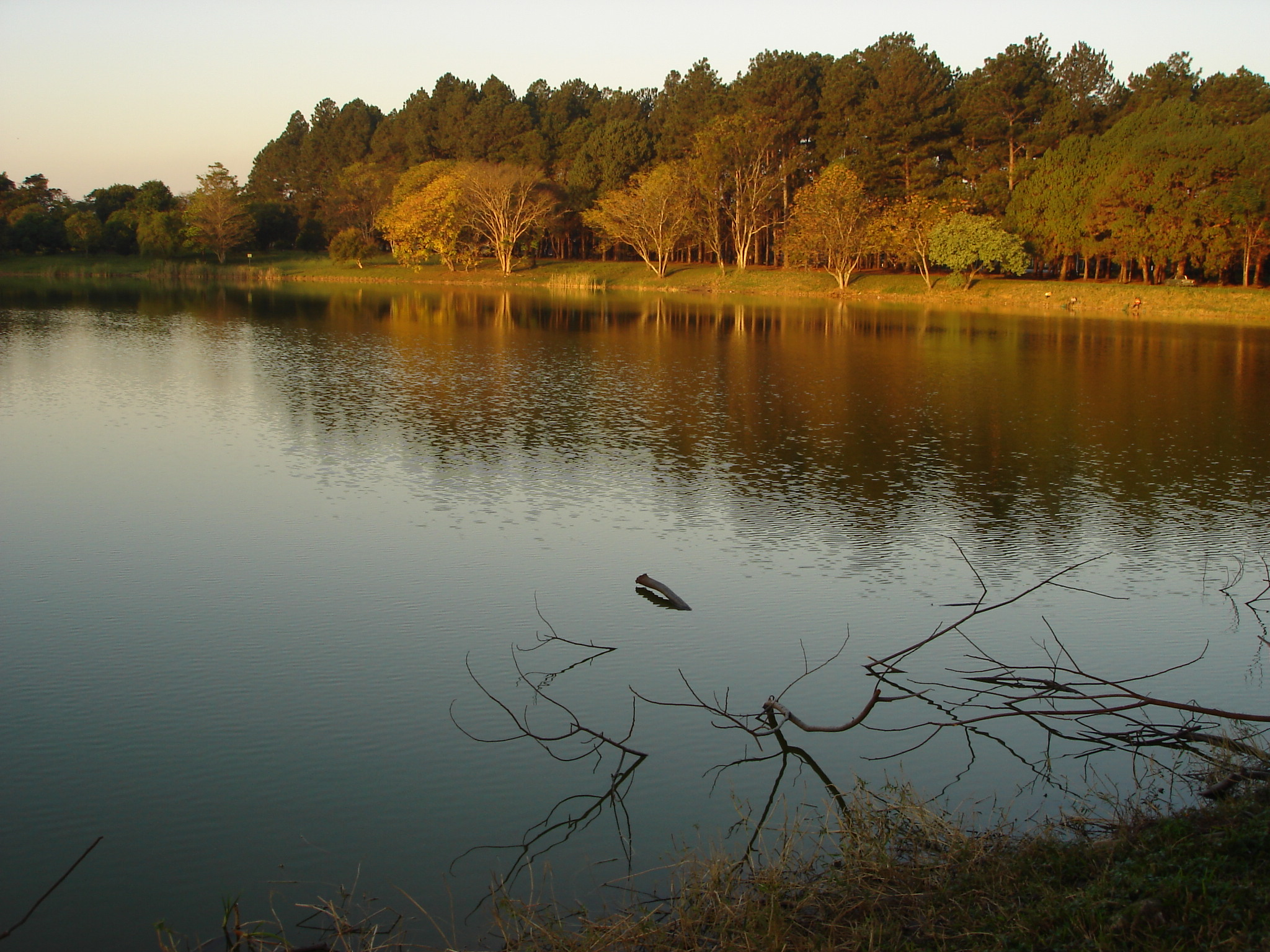
Lagoa do ITA, um dos produtos do planejamento urbanístico-arquitetônico que deram origem ao CTA.

O DCTA não tem vocação somente para a indústria aeronáutica: o conhecimento e tecnologia gerados servem também à indústria em geral, podendo ser aplicados a vários campos do conhecimento. Exemplos de aplicações práticas dos resultados das pesquisas realizadas no DCTA: motor a gás, motor a álcool para aviões, urna eletrônica, radares meteorológicos etc.

## Organizações subordinadas
Conforme Decreto presidencial de 2009, combinado com o Regimento Interno do Comando da Aeronáutica (RICA) nº 20-3/2013, as seguintes organizações militares são subordinadas ao DCTA: todos os seus Institutos, os Centros de Lançamento, o Centro de Preparação de Oficiais da Reserva de São José dos Campos (CPORAER-SJ), o Grupo Especial de Ensaios em Voo (GEEV, atual IPEV) e o Grupamento de Infraestrutura e Apoio (GIA-SJ).

### Institutos

#### Instituto de Controle do Espaço Aéreo (ICEA)
Conforme disposto no art. 113 do Regimento Interno do Comando da Aeronáutica (RICA) nº 20-36/2009, este instituto está subordinado tecnicamente ao DECEA, com a incumbência de capacitar recursos humanos e realizar pesquisas e desenvolvimentos no âmbito do Sistema de Controle do Espaço Aéreo Brasileiro (SISCEAB). O ICEA está sediado no DCTA, em São José dos Campos.

#### Instituto de Pesquisas e Ensaios em Voo (IPEV)

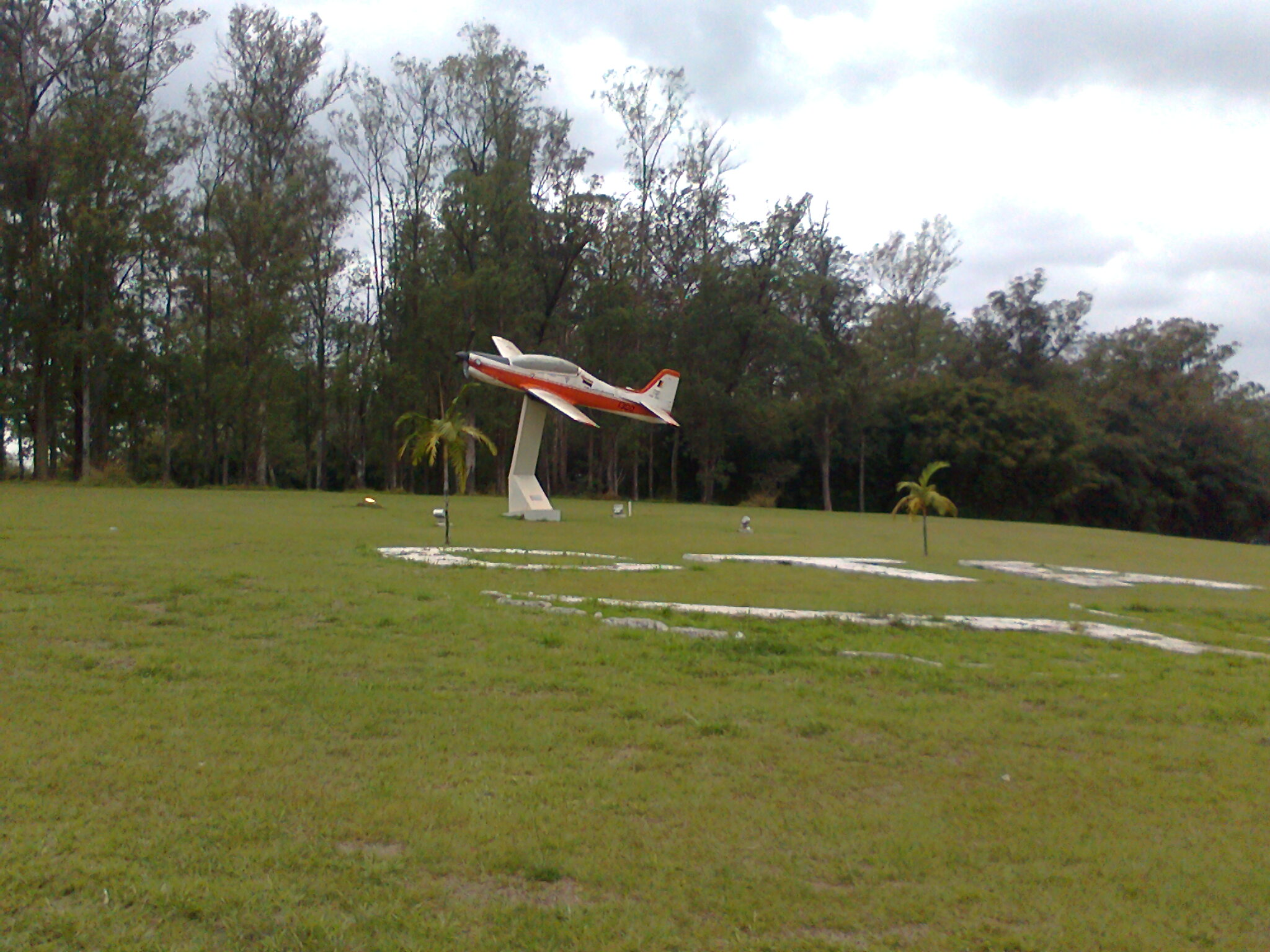
Embraer EMB-312 Tucano exposto na entrada do DCTA.

Antes denominado Grupo Especial de Ensaios em Voo (GEEV), o IPEV foi ativado em 10 de fevereiro de 2006 e sua finalidade precípua é a execução das atividades de Ensaios em Voo, a formação de pessoal especializado em Ensaios em Voo e o Recebimento de Aeronaves, bem como a coordenação do quadro de tripulantes do DCTA na capacitação e execução das missões de apoio administrativo.

#### Núcleo do Instituto de Aplicações Operacionais (NuIAOp)
Subordinado a outro Grande Comando, o COMGAR, destinado a realizar atividades de análise operacional e desenvolver conhecimento e soluções científico-tecnológicas para as questões operacionais da Força Aérea Brasileira.

### Centros

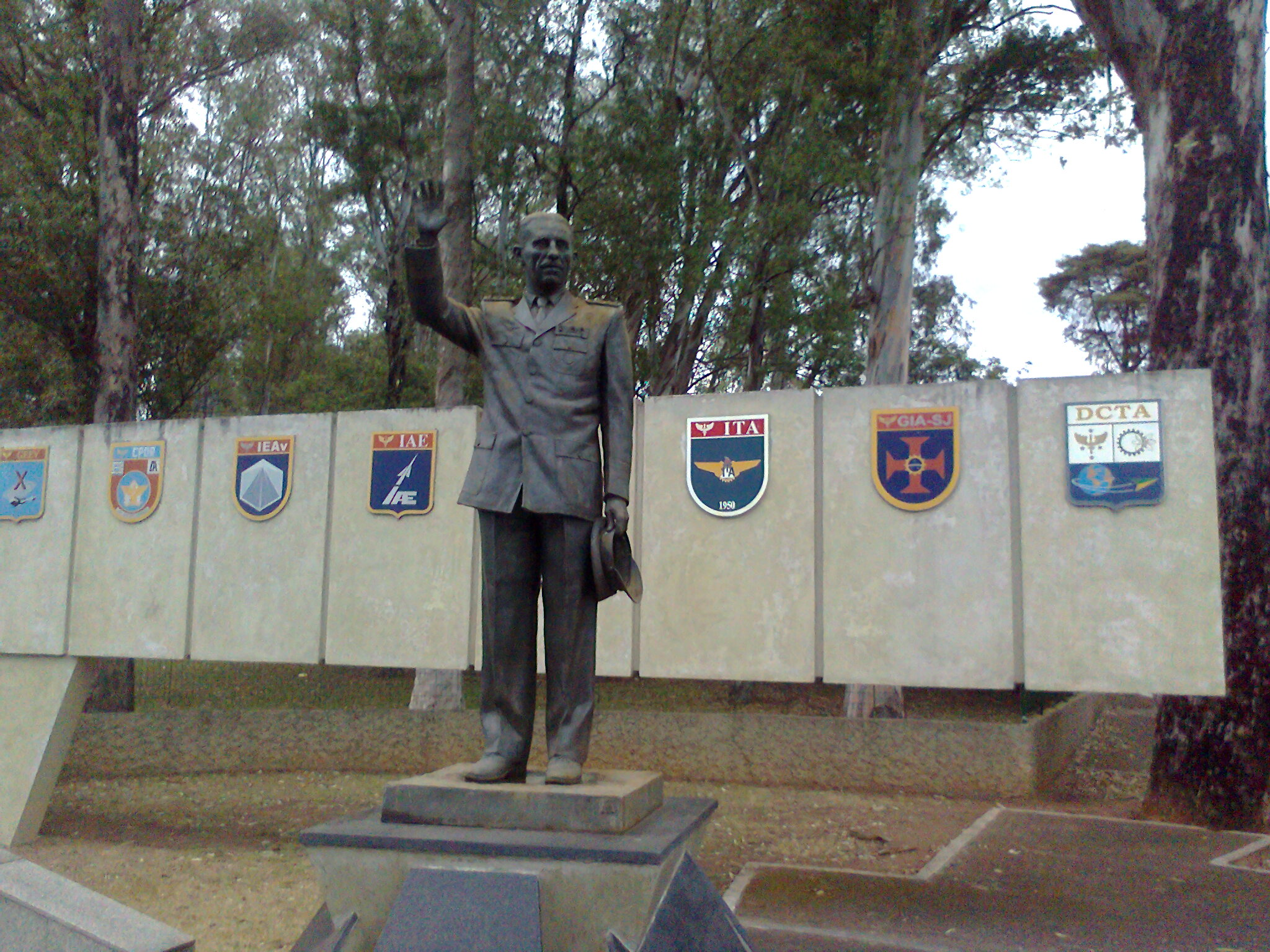
Estátua de Casimiro Montenegro Filho na entrada do DCTA.

#### Centro de Computação da Aeronáutica de São José dos Campos (CCA-SJ)
O CCA-SJ é uma Organização Militar (OM) do Comando da Aeronáutica (COMAER) que tem por finalidade gerenciar os sistemas e serviços de tecnologia da informação (TI) sob sua responsabilidade, a fim de manter a disponibilidade, a confiabilidade e a integridade das informações. Teve origem no antigo Núcleo do Centro de Processamento de Dados (NCPD) do ITA e foi ativado pela Portaria MAER nº 206/GM3, de 13 de março de 1990. O CCA-SJ tem sede no DCTA, na cidade de São José dos Campos.

### Outros

#### Comissão de Obras do DCTA (CO-DCTA)
A Comissão de Obras do Departamento de Ciência e Tecnologia Aeroespacial (CO-DCTA) é uma Organização Militar (OM) do Comando da Aeronáutica (COMAER) criada pela Portaria COMAER nº 246/GC3, de 17 de maio de 2012, que tem por finalidade planejar, gerenciar, fiscalizar e controlar as atividades relacionadas com as obras de construção das novas instalações e de reforma das instalações existentes do campus do DCTA, vinculadas à expansão do ITA.
A CO-DCTA é diretamente subordinada ao Diretor-Geral do DCTA, é apoiada administrativamente pelo Gabinete (GAB) do DCTA e tem sede em São José dos Campos.

#### Comissão Coordenadora do Programa Aeronave de Combate (COPAC)
Conforme disposto no art. 129 do Regimento Interno do Comando da Aeronáutica (RICA) nº 20-36/2009, compete à COPAC coordenar os trabalhos relativos ao desenvolvimento e aquisição de aeronaves de combate e sistemas relacionados para o COMAER, bem como coordenar, com os Órgãos de Direção Setorial, as ações necessárias à implantação dessas aeronaves e sistemas. Embora subordinada ao DCTA, mais precisamente ao DGCTA (Diretor-Geral do DCTA), a COPAC está sediada em Brasília.

#### Destacamento de Controle do Espaço Aéreo de São José dos Campos (DTCEA-SJ)
Nos termos do Regimento Interno do Comando da Aeronáutica (RICA) nº 21/170/2007, ao DTCEA-SJ compete executar, descentralizadamente, as atividades operacionais e de manutenção de equipamentos eletroeletrônicos, de telecomunicações e de controle do espaço aéreo necessários à prestação dos serviços de tráfego aéreo dentro do espaço controlado da Zona de Controle São Paulo 6 (CTR SP-6), que se situa sobre e no entorno do DCTA e da cidade de São José dos Campos.

#### Grupamento de Apoio - SJ (GAP-SJ)
O Grupamento de Apoio de São José dos Campos foi concebido com a finalidade de prestar apoio administrativo, de saúde, infraestrutura e segurança ao DCTA e demais organizações da Guarnição Aeronáutica de São José dos Campos.
Por meio de um trabalho árduo e silencioso, o GAP-SJ presta o suporte logístico imprescindível para a evolução da pesquisa aeroespacial desenvolvida pelos institutos e também para o ensino tecnológico de ponta realizado no campus.

#### Prefeitura de Aeronáutica de São José dos Campos (PASJ)
Nos termos do Regimento Interno do Comando da Aeronáutica (RICA) nº 21-128/2010, a Prefeitura de Aeronáutica de São José dos Campos (PASJ) é uma Organização Militar (OM) do Comando da Aeronáutica (COMAER) criada pela Portaria MAER nº 220/GM-4, de 6 de maio de 1954, ativada pela Portaria MAER nº 34/GM-3, de 2 de abril de 1975, e tem por finalidade executar as atividades de administração dos imóveis residenciais sob sua responsabilidade. A PASJ é diretamente subordinada ao Diretor-Geral do DCTA, conforme previsto na Portaria COMAER nº 1.048/GC3, de 11 de novembro de 2009, e tem sede na cidade de São José dos Campos.   

#### Memorial Aeroespacial Brasileiro (MAB)
Instalado em uma área de 75 mil metros quadrados do campus do DCTA e inaugurado em 10 de março de 2004, o Memorial Aeroespacial Brasileiro foi concebido pela organização não governamental ABCAer (Associação Brasileira de Cultura Aeroespacial) e construído pelo DCTA com o apoio e parceria da Prefeitura de São José dos Campos e de diversas empresas sediadas na cidade, entre elas a Embraer e a Petrobras, com o objetivo de divulgar o desenvolvimento tecnológico aeroespacial brasileiro e sua história. O acervo permanente do MAB está localizado no salão de exposição e se divide em cinco ambientes. Além do salão de exposição, o MAB possui também um auditório com capacidade para 120 pessoas, uma área de exposição externa (com equipamentos do Programa Espacial Brasileiro), um estacionamento e uma área para alimentação.

## Ex-Diretores e atual Diretor

### DoDepartamento de Pesquisa e Desenvolvimento(DEPED)
Desde 1969:
- Tenente-Brigadeiro-do-Ar Agemar da Rocha Sanctos (14/03/1969 a 26/02/1975)
- Tenente-Brigadeiro-do-Ar José Vaz da Silva (26/02/1975 a 02/07/1975)
- Tenente-Brigadeiro-do-Ar Hugo de Miranda e Silva (02/07/1975 a 16/03/1979)
- Tenente-Brigadeiro-do-Ar Victor Didrich Leig (16/03/1979 a 06/04/1981)
- Tenente-Brigadeiro-do-Ar Clovis Pavan (06/04/1981 a 14/05/1982)
- Major-Brigadeiro-do-Ar Lauro Ney Meneses (14/05/1982 a 31/08/1982)
- Tenente-Brigadeiro-do-Ar Luiz Felipe Carneiro de Lacerda Netto (31/08/1982 a 20/01/1983)
- Major-Brigadeiro-do-Ar Lauro Ney Meneses (20/01/1983 a 12/04/1983)
- Tenente-Brigadeiro-do-Ar George Belham da Motta (12/04/1983 a 31/10/1984)
- Major-Brigadeiro-do-Ar Hugo de Oliveira Piva (31/10/1984 a 10/12/1984)
- Tenente-Brigadeiro-do-Ar João Alberto Correia Neves (10/12/1984 a 10/04/1985)
- Tenente-Brigadeiro-do-Ar Jorge José de Carvalho (10/04/1985 a 03/12/1985)
- Tenente-Brigadeiro-do-Ar Cherubim Rosa Filho (03/12/1985 a 17/04/1986)
- Tenente-Brigadeiro-do-Ar Humberto Zignago Fiuza (17/04/1986 a 17/12/1986)
- Tenente-Brigadeiro-do-Ar Nelson Fish de Miranda (17/12/1986 a 12/08/1987)
- Tenente-Brigadeiro-do-Ar Cherubim Rosa Filho (12/08/1987 a 16/12/1987)
- Tenente-Brigadeiro-do-Ar Marcio Terezino Drummond (16/12/1987 a 14/04/1989)
- Tenente-Brigadeiro-do-Ar Lélio Viana Lobo (14/12/1989 a 03/05/1990)
- Major-Brigadeiro-do-Ar Sérgio Xavier Ferolla (03/05/1990 a 17/08/1990)
- Tenente-Brigadeiro-do-Ar Ivan Moacyr da Frota (17/08/1990 a 13/08/1992)
- Tenente-Brigadeiro-do-Ar Carlos de Almeida Baptista (13/08/1992 a 10/08/1993)
- Tenente-Brigadeiro-do-Ar José Elislande Bayo de Barros (10/08/1993 a 07/04/1995)
- Tenente-Brigadeiro-do-Ar Sérgio Xavier Ferolla (07/04/1995 a 11/04/1996)
- Tenente-Brigadeiro-do-Ar Walter Werner Brauer (11/04/1996 a 20/08/1997)
- Tenente-Brigadeiro-do-Ar José Marconi de Almeida Santos (20/08/1997 a 13/03/2000)
- Tenente-Brigadeiro-do-Ar Reginaldo dos Santos (13/03/2000 a 10/07/2003)
- Tenente-Brigadeiro-do-Ar Sérgio Pedro Bambini (10/07/2003 a 03/08/2005)
- Tenente-Brigadeiro-do-Ar Carlos Augusto Leal Velloso (03/08/2005 a 31/12/2005)

### Desde1946:[3]
Comissão de Organização do Centro Técnico de Aeronáutica (COCTA):
- Tenente-Coronel-Aviador (Eng.) Benjamim Manoel Amarante (29/01/1946 a 12/03/1947)
- Coronel-Aviador Casimiro Montenegro Filho (13/03/1947 a 28/02/1951)
- Coronel-Aviador (Eng.) Joelmir Campos de Araripe Macedo (28/02/1951 a 26/07/1951)
- Tenente-Coronel-Aviador Brasilino Ferreira de Abreu (26/07/1951 a 13/03/1952)
- Coronel-Aviador (Eng.) Guilherme Aloysio Telles Ribeiro (13/03/1952 a 29/01/1953)
- Tenente-Coronel-Aviador Brasilino Ferreira de Abreu (29/01/1953 a 21/05/1953)
- Coronel-Aviador (Eng.) Benjamim Manoel Amarante (21/05/1953 a 17/08/1953)
- Coronel-Aviador Brasilino Ferreira de Abreu (17/08/1953 a 25/11/1953)
- Coronel-Aviador (Eng.) Oswaldo Ballousier (25/11/1953 a 10/09/1954)

Centro Técnico de Aeronáutica (CTA):
- Coronel-Aviador (Eng.) Casimiro Montenegro Filho (10/11/1954 a 27/11/1961)
- Coronel-Aviador (Eng.) Oswaldo do Nascimento Leal (27/11/1961 a 06/12/1961)
- Coronel-Aviador (Eng.) Dirceu de Paiva Guimarães (04/01/1962 a 03/08/1962)
- Major-Brigadeiro-do-Ar Jussaro Fausto de Souza (03/08/1962 a 14/02/1964)
- Major-Brigadeiro-do-Ar Casimiro Montenegro Filho (14/02/1964 a 03/02/1965)
- Brigadeiro-do-Ar Henrique de Castro Neves (18/02/1965 a 18/04/1966)
- Coronel-Aviador (Eng.) Paulo Victor da Silva (18/05/1966 a 03/08/1971)

Centro Técnico Aeroespacial (CTA):
- Brigadeiro-do-Ar Paulo Victor da Silva (03/08/1971 a 26/01/1973)
- Major-Brigadeiro-do-Ar Hugo de Miranda e Silva (26/01/1973 a 23/04/1976)
- Brigadeiro-do-Ar Pedro Frazão de Medeiros Lima (29/07/1976 a 18/05/1979)
- Brigadeiro-do-Ar Bertholino Joaquim Gonçalves Netto (18/05/1979 a 06/04/1981)
- Major-Brigadeiro-do-Ar Lauro Ney Menezes (06/04/1981 a 17/01/1984)
- Major-Brigadeiro-do-Ar Hugo de Oliveira Piva (17/01/1984 a 26/01/1987)
- Major-Brigadeiro-do-Ar Luiz Carlos Boavista Accioly (26/01/1987 a 18/08/1989)
- Major-Brigadeiro-do-Ar Sérgio Xavier Ferolla (18/08/1989 a 24/01/1992)
- Major-Brigadeiro-do-Ar Adyr da Silva (24/01/1992 a 12/12/1992)
- Major-Brigadeiro-do-Ar Nelson de Souza Taveira (12/12/1992 a 08/04/1995)
- Major-Brigadeiro-do-Ar Reginaldo dos Santos (08/04/1995 a 09/04/1999)
- Major-Brigadeiro-do-Ar Aluizio Weber (09/04/1999 a 22/03/2000)
- Major-Brigadeiro-do-Ar Carlos Augusto Leal Velloso (22/03/2000 a 14/08/2001)
- Major-Brigadeiro-do-Ar Tiago da Silva Ribeiro (14/08/2001 a 20/02/2004)
- Major-Brigadeiro-do-Ar Adenir Siqueira Viana (20/02/2004 a 28/11/2005)
- Major-Brigadeiro-do-Ar José Monteiro Guimarães (28/11/2005 a 05/04/2006)[nota 8]

Comando-Geral de Ciência e Tecnologia Aeroespacial (CTA):
- Tenente-Brigadeiro-do-Ar Carlos Augusto Leal Velloso (01/01/2006 a 12/07/2006)[nota 9]
- Tenente-Brigadeiro-do-Ar Carlos Alberto Pires Rolla (12/07/2006 a 06/02/2009)
- Major-Brigadeiro-do-Ar Ronaldo Salamone Nunes (06/02/2009 a 18/08/2009)

Departamento de Ciência e Tecnologia Aeroespacial (DCTA):
- Tenente-Brigadeiro-do-Ar Cleonilson Nicácio da Silva (18/08/2009 a 15/04/2010)
- Tenente-Brigadeiro-do-Ar Ailton dos Santos Pohlmann (15/04/2010 a 29/07/2013)
- Tenente-Brigadeiro-do-Ar Gerson Nogueira Machado de Oliveira (29/07/2013 a 09/04/2014)
- Tenente-Brigadeiro-do-Ar Alvani Adão da Silva (09/04/2014-11/03/2016)
- Tenente-Brigadeiro-do-Ar Antonio Carlos Egito do Amaral (11/03/2016-24/01/2017)
- Tenente-Brigadeiro-do-Ar Carlos Augusto Amaral Oliveira (24/01/2017-16/07/2018)
- Major-Brigadeiro-do-Ar Hudson Costa Potiguara (interino) (16/07/2018-02/02/2019)
- Tenente-Brigadeiro-do-Ar Luiz Fernando de Aguiar (02/02/2019-29/01/2020)
- Tenente-Brigadeiro-do-Ar Hudson Costa Potiguara (29/01/2020-04/03/2022)
- Tenente-Brigadeiro-do-Ar Maurício Augusto Silveira de Medeiros (04/03/2022)